# Papancake

Capa do single (Edição regular).

Papancake (パパンケーキ, Papankēki, lit. "Bolo de panqueca")  é o quinto single de Tsukishima Kirari starring Kusumi Koharu (Morning Musume) (月島きらり starring 久住小春 (モーニング娘。)). O single foi lançado na edição limitada (EPCE-5563) e na edição regular (EPCE-5564). A edição limitada do single foi lançada com um cartão Kurukira★Idol Days Kurukira, enquanto a edição regular foi lançada com uma etiqueta Deka Label. O Single V (EPBE-5299) foi lançado em 30 de julho de 2008.

## História
O single foi lançado em 16 de julho de 2008 no Japão pela gravadora Zetima. Ficou classificado entre os 11º singles mais vendidos na Oricon.
Teve uma edição limitada com uma capa e cartilha diferentes, e o formato foi em "single V" (um DVD que contém os vídeos musicais e um making of).
As canções foram cantadas por Koharu Kusumi do grupo Morning Musume, ela também interpretou Kirari Tsukishima, uma cantora e heroína fictícia do anime Kilari (Kirarin Revolution).
As duas canções do single, Papancake e o "lado B" Oh! Tomodachi, também foram incluídas no álbum de "Tsukishima Kirari", Kirari to Fuyu e na compilação Best Kirari de 2009.
As canções foram o décimo primeiro encerramento (exibido nos episódios 116 até ao 128). E também foram incluídas na compilação de fim de ano das Hello! Project Petit Best 9. A versão instrumental também está incluída no single.

## Lista de faixas

### CD
1. "Papancake" (パパンケーキ)
2. "Oh! Tomodachi" (Oh!トモダチ)
3. "Papancake (Instrumental)"

### Single V
1. "Papancake" (パパンケーキ)
2. "Kirari Tsukishima's One-Point Dance Lesson" (月島きらりのワンポイントダンスレッスン, Tsukishima Kirari no Wan Pointo Dansu Ressun)
3. "Papancake" (Dance Shot Ver.)"
4. "Making of" (メイキング映像)